# Mikołaj Swiatosza
Mikołaj Swiatosza, imię pogańskie: Światosław, imię świeckie przyjęte na chrzcie: Pankratij (ur. ok. 1080. zm. 14 października 1143 w Kijowie) – książę łucki; święty mnich prawosławny. 

## Życiorys
Pochodził z Rurykowiczów. Był jednym z prawnuków Jarosława Mądrego. Jego ojciec, Dawid Światosławowicz, był księciem czernihowskim, zaś Mikołaj nosił tytuł księcia łuckiego. Był kilkukrotnie żonaty, miał dzieci. W wyniku walk z Połowcami stracił swoje ziemie i po śmierci żony Anny wstąpił w 1107 do Monasteru Kijowsko-Pieczerskiego. Według opowiadania zawartego w Pateryku Kijowsko-Pieczerskim, w monasterze początkowo wykonywał ciężkie prace fizyczne, następnie zaś pełnił funkcję furtiana i ogrodnika. Wiele czasu poświęcał również na czytanie pism teologicznych, w tym pisanych po łacinie w pierwszych wiekach chrześcijaństwa. Uważany był za cudotwórcę. W 1142 za zgodą ihumena opuścił monaster, by podjąć próbę zażegnania sporów między książętami państw Rusi. Zmarł według tradycji w roku następnym. 